# La castellana bianca
La castellana bianca (The Woman in White) è un film del 1948 diretto da Peter Godfrey. È una delle numerose versioni cinematografiche tratte dal romanzo La donna in bianco di Wilkie Collins. Gli interpreti principali della storia sono Alexis Smith, Eleanor Parker (alla quale è affidato il doppio ruolo di Laura e di Ann), Gig Young e Sydney Greenstreet.

## Trama
Walter riceve l'incarico di insegnare pittura alla ricca Laura Fairlie che vive in una splendida villa isolata abitata da poche persone: la cugina Marian, la dama di compagnia mrs Vesey e lo zio invalido Frederick, unico contatto con l'esterno sembra essere il misterioso conte Alessandro Fosco.
Durante una di queste lezioni all'aperto nota una ragazza vestita di bianco che subito scompare e che gli viene descritta come un'anima in pena fuggita da un vicino manicomio.
Walter si innamora di Laura ma questa sposa il fidanzato Percival che inizia subito a dissipare il patrimonio della donna e licenziare il personale per poterla controllare meglio.
Walter per caso scopre l'identità della donna in bianco, si tratta di Ann Catherick, scomparsa anni prima, ma viene presto uccisa mentre una congiura cerca di far impazzire la debole Laura fino a rinchiuderla nel manicomio sotto l'identità di Ann.
Laura fugge dal manicomio mentre Fosco viene accoltellato dalla moglie e Walter può finalmente coronare il suo sogno d'amore con Marian.

## Produzione
Il film fu prodotto dalla Warner Bros.

## Distribuzione
Distribuito dalla Warner Bros., il film uscì nelle sale cinematografiche statunitensi il 15 maggio 1948 dopo una prima tenuta a New York il 7 maggio 1948.